# Alí Karímí
Muhammad Alí Karímí Pášakí (persky: محمد علی کریمی, nar. 8. listopadu 1978, Teherán) je bývalý íránský fotbalový záložník a reprezentant. V anglojazyčném tisku se lze setkat s přezdívkami Maradona nebo Čaroděj z Teheránu. Mimo Íránu působil ve Spojených arabských emirátech, Německu a Kataru.
Právě on byl režisérem Íránské reprezentace na MS 2006 v Německu.
Za íránskou fotbalovou reprezentaci nastoupil celkem ke 127 zápasům a nastřílel 38 gólů.